# ألفونس جوزيف
ألفونس جوزيف (بالإنجليزية: Alphons Joseph)‏ هو مغني وملحن هندي، ولد في 8 يوليو 1973 في تريشور في الهند.

## وصلات خارجية
- الموقع الرسمي
- ألفونس جوزيف على موقع IMDb (الإنجليزية)
- ألفونس جوزيف على موقع ميوزك برينز (الإنجليزية)
- ألفونس جوزيف على موقع قاعدة بيانات الفيلم (الإنجليزية)